# Mercado Makola
El Mercado de Makola (en inglés: Makola market) es un reconocido mercado y zona comercial en el centro de la ciudad de Acra, capital de Ghana. Se puede encontrar una amplia gama de productos que se venden en los mercados y sus calles aledañas, incluyendo piezas de automóviles. El mercado, dominado por las mujeres comerciantes, vende productos frescos,  alimentos manufacturados e importados, ropa, zapatos, herramientas, medicinas, y ollas y sartenes. La Joyería hecha de perlas artesanales a nivel local también se puede encontrar a la venta en el mercado. 
El mercado de Makola se construyó en Acra en 1924 y se sitúa en el corazón de la vida urbana de Ghana. El mercado fue el principal mercado al por mayor y al por menor en Acra, el epicentro del comercio en el país y una de las más importantes instituciones sociales y culturales de la nación.